# 브란트땅다람쥐
브란트땅다람쥐(Spermophilus brevicauda)는 다람쥐과에 속하는 설치류의 일종이다. 카자흐스탄 동부와 중국 신장 위구르 자치구 북쪽 절반 지역에서 발견된다. 브란트땅다람쥐가 붉은뺨땅다람쥐의 아종으로 간주되는 것이 맞는 지 확인하기 위해 2007년 땅다람쥐속에 대한 포괄적인 개정이 이루어졌다. 브란트땅다람쥐가 붉은뺨땅다람쥐와 땅다람쥐속의 다른 유사한 종 흐린빛깔땅다람쥐(S. pallidicauda), 알라샨땅다람쥐(S. alashanicus)와 별개의 종이라는 사실이 분자 서열 정보에 근거한 계통발생학을 통해 결정되었다.

## 특징
브란트땅다람쥐는 땅다람쥐속에 속하는 작은 다람쥐로 꼬리 길이 30~50mm를 포함하여 전체 몸길이가 165~210mm이고 몸무게는 최대 440g이다. 몸의 털은 특유의 밝은 반점과 함께 황토색을 띤다. 뒷발은 꼬리처럼 황갈색이고, 꼬리 일부는 누르스름하다. 눈 주위가 둥글게 연한 색을 띠며, 눈 위와 아래에 녹빛의 얼룩 무늬가 있다.

## 분포
브란트땅다람쥐는 카자흐스탄 동부의 자이산 호부터 톈산산맥을 따라 남쪽과 서쪽, 카자흐스탄과 중국 국경의 알마티 부근까지 분포한다. 간쑤성 북동부와 내몽골 자치구에서 발견되는 근연종 아라산 맹의 알라샨땅다람쥐와 흐린빛깔땅다람쥐는 분포 지역에서 지리적 경계에 의해 종이 분리되는 이소성 종분화를 보인다.

## 생태
건조한 스텝 지대와 반사막 관목 지대에서 발견된다. 굴 속에서 무리를 짓거나 홀로 겨울에 겨울잠을 자거나 햇볕이 뜨거운 여름에 여름잠을 자며 지낸다. 굴 입구는 보통 덤불 아래에서 발견된다. 먹이는 주로 계절성 식물로 이루어져 있으며, 관목과 구근, 덩이줄기 식물의 어린 새싹이 포함된다. 다른 근연종과 달리, 브란트땅다람쥐는 뒷다리를 세우는 일이 거의 없으며, 위급을 알리는 울음소리가 크지 않다.